# Voivod (band)
Voivod (of Voïvod) is een Canadese heavy metalband uit Jonquière, Quebec. De huidige bezetting van de band bestaat uit Denis 'Snake' Bélanger (zang), Daniel 'Chewy' Mongrain (gitaar), Dominic 'Rocky' Laroche (bas) en Michel 'Away' Langevin (drums). Hun muziekstijl is verschillende keren veranderd sinds de oorsprong van de band in de vroege jaren 1980. Voivod begon als een speedmetalband en heeft een mix van progressieve metal en thrashmetal toegevoegd om hun eigen unieke metalstijl te creëren en ze worden gekenmerkt als een van de grote vier Canadese thrashmetalbands, samen met Sacrifice, Razor, en Annihilator.
Sinds 1982, toen het mede werd opgericht door gitarist Denis 'Piggy' D'Amour, heeft Voivod veertien studioalbums uitgebracht, evenals een ep, een livealbum, twee compilaties, zeven demo's en een dvd met een liveconcert. De band bereikte eind jaren 1980 mainstreamsucces met hun vijfde studioalbum Nothingface (1989), het enige album van Voivod dat de Billboard 200-hitlijsten bereikte, met een piek op #114. De band won de "Visionary"-prijs bij de Progressive Music Awards in 2017. Hun meest recente studioalbum The Wake werd uitgebracht in september 2018. Het album won een Juno Award voor «Heavy Metal Album of the Year».

## Bezetting
Huidige bezetting
- Michel Langevin (Away) (drums, 1982–heden)
- Denis Bélanger (Snake) (zang, 1982–1994, 2002–heden)
- Daniel Mongrain (Chewy) (gitaar, 2008–heden)
- Dominic Laroche (Rocky) (basgitaar, 2014–heden)

Voormalige leden
- Denis D'Amour (Piggy) (gitaar, 1982–2005)
- Jean-Yves Thériault (Blacky) (basgitaar, 1982–1991, 2008–2014)
- Eric Forrest (E-Force) (basgitaar, zang, 1994–2001)
- Jason Newsted (Jasonic) (basgitaar, 2002–2008)

Gastmuzikanten
- Pierre St-Jean (basgitaar, 1992–1993)
- Martin Bolduc (basgitaar, 1993–1994)
- Gilles Brisebois (basgitaar, 1994)
- Vincent Peake (basgitaar, 2002)

## Geschiedenis

### Eerste carrière (1982-1990)
Voivod werd in 1982 opgericht in Jonquière, Quebec. Beïnvloed door de nieuwe golf van Britse heavy metal, het ontluikende hardcorepunkcircuit en progressieve rock uit de jaren 1970, smeedde Voivod een onderscheidend merk van zware muziek, dat vaak vertrouwde op lyrische thema's, zoals de politiek van Ronald Reagan uit de Koude Oorlog, post-apocalyptische literatuur en wetenschap fictie. Killing Technology (1987) begon serieus aan de evolutie van de band, waarbij het personage uit de albumhoezen van Voivod (getekend door drummer Away en genoemd als "Korgull" op Rrröööaaarrr uit 1986) aanzienlijk werd afgebeeld in een ruimteschip. Voivod putte op dit punt meer uit hardcorepunk dan uit metalinvloeden en begon te evolueren zonder de hulp van toenemende snelheid en storytelling op de volgende Dimension Hatross.
Voivod was een van de eerste thrashbands uit Canada, die buiten de grenzen van hun land aan populariteit won en het hoogtepunt van hun wereldwijde populariteit bereikte met het album Nothingface uit 1989, dat een coverversie van Pink Floyds Astronomy Domine bevatte. Andere covers zijn Pink Floyds The Nile Song op hun album The Outer Limits uit 1993 en 21st Century Schizoid Man van King Crimson op Phobos. Veel van het geluid van de band is afkomstig van gitarist Piggy's gebruik van dissonante akkoorden, die meestal in het hoge register van de gitaar worden gespeeld, die veel op Nothingface worden gebruikt. Albums zoals Dimension Hatröss worden gedomineerd door onverwachte maatsoorten en het liberale gebruik van dissonante, onconventionele mineurakkoorden door gitarist Piggy.

### Vertrek van Blacky en Snake en het Eric Forrest-tijdperk (1991-2000)
Twee van de vier oprichters (bassist Jean-Yves Thériault en zanger Denis Bélanger) verlieten begin jaren 1990 Voivod. Jean-Yves was medeoprichter van de Holy Body Tattoo, een avant-gardistisch modern dance-gezelschap in Vancouver, Brits-Columbia en schreef er ook uitgebreid alle muziek voor, evenals andere elektronische muziekprojecten, terwijl Denis Bélanger zichzelf isoleerde en uiteindelijk het nieuwe project Union Made startte. Ondertussen nam de band halverwege de jaren 1990 als trio vier albums op met het nieuwe lid Eric Forrest, bijgenaamd 'E-Force', die zowel zang als basgitaar verzorgde. Forrest raakte ernstig gewond bij een auto-ongeluk in Duitsland in 1998 en die incarnatie van Voivod heeft nooit de stuwkracht teruggekregen die ze verloren tijdens zijn revalidatie. Nadat Eric Forrest de band had verlaten, probeerde zijn verzekeringsmaatschappij de band aan te klagen voor de verwondingen die hij bij de crash had opgelopen, aangezien hij op dat moment onder de hoede van de band was.

### Hereniging met Snake, het overlijden van Piggy enKatorz(2001-2006)
Voivod stopte kort in 2001 voordat Bélanger terugkeerde naar de band.  De volgende incarnatie van Voivod bestond uit drie van de vier oprichters: Denis Bélanger (ook bekend als 'Snake', zang), Denis D'Amour ('Piggy', gitaren) en Michel Langevin ('Away', drums) samen met Jason Newsted ('Jasonic', van Flotsam & Jetsam en Metallica) op basgitaar. Gitarist Denis D'Amour overleed op 45-jarige leeftijd op 26 augustus 2005 als gevolg van complicaties door darmkanker. Kort daarna brachten ze in juli 2006 Katorz uit (wat een alternatieve manier is om quatorze, veertien in het Frans) te schrijven. Het album is gebaseerd op riffs die te vinden zijn op de laptop van gitarist Denis D'Amour. Vlak voor zijn dood liet hij instructies achter voor zijn bandleden over het gebruik ervan. In november 2006 verscheen het nummer X-Stream op Guitar Hero II.

### Infini, terugkeer van Blacky (2007-2009)
Voivod was van plan om te werken aan wat hun laatste studioalbum zou zijn eind 2007, met nummers die voor zijn dood waren opgenomen met D'Amour. Voivod maakte deel uit van de Heavy MTL-show die op 22 juni 2008 in Montreal werd gehouden. Voivod trad ook op tijdens het Monsters of Rock Festival in Calgary op 26 juli 2008 en ondersteunde Judas Priest in het Bell Centre in Montreal op 12 augustus 2008. Voivod speelde ook een volledig optreden op Thrash Domination in Kawasaki in Japan op 20-21 september 2008, samen met de bands Testament en Forbidden. De band bestond uit Bélanger, Langevin, een terugkerende 'Blacky' Thériault en Dan Mongrain op gitaar. Begin januari 2009 maakte Voivod bekend dat ze de laatste hand legden aan hun nieuwe album en dat het naar verwachting in het voorjaar van dat jaar uit zou komen. Het album, nu bekend als Infini, werd uitgebracht op 23 juni 2009.

### Target Earth(2010-2013)

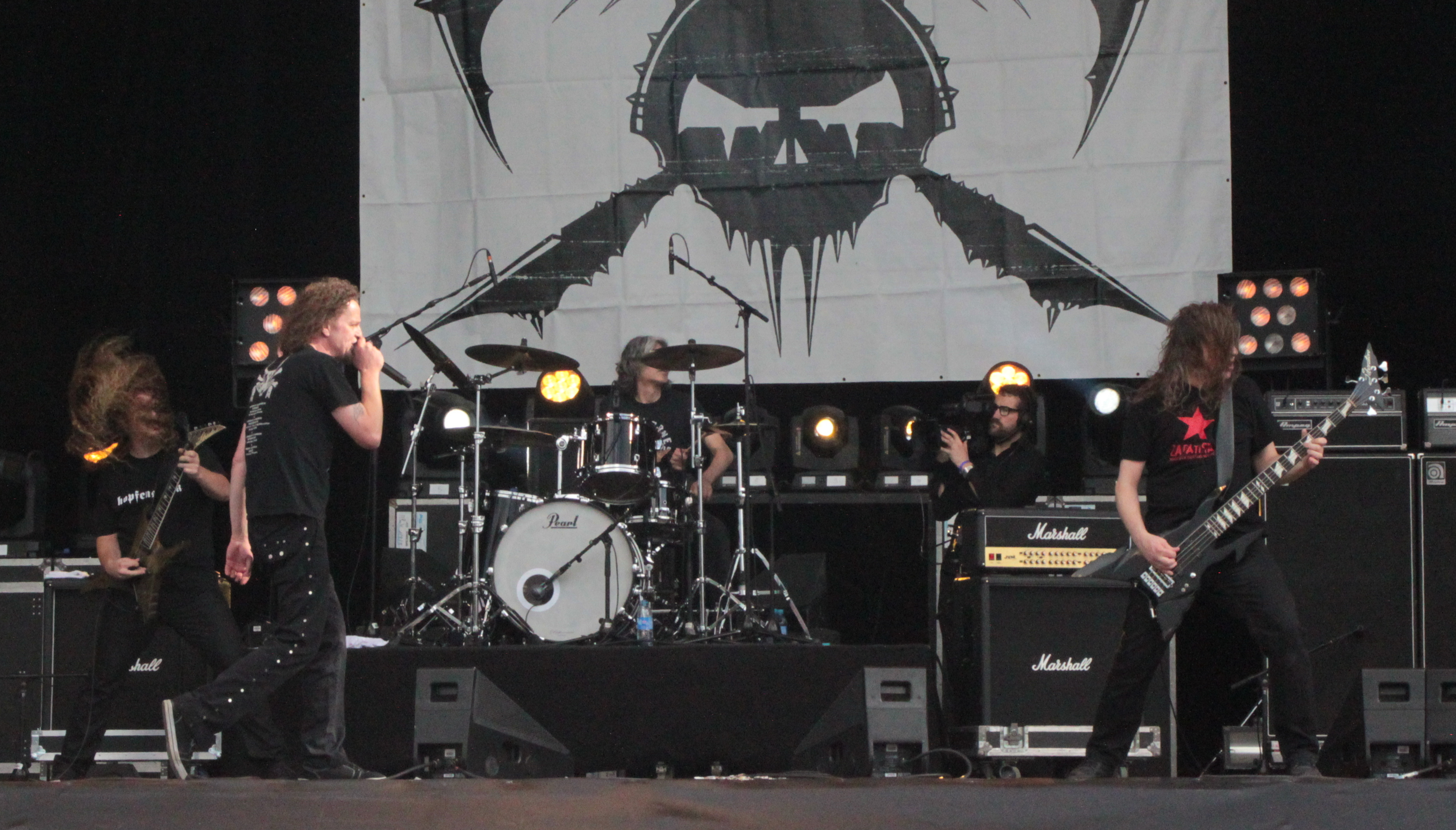
Voivod in 2013

In juli 2010 had Voivod nieuwe muziek geschreven en opgenomen (waaronder Dan Mongrain op gitaar). Op 4 juli 2012 kondigde Voivod de titel van hun dertiende studioalbum Target Earth aan, die werd uitgebracht op 22 januari 2013. Target Earth heeft een meer progressief geluid dan sommige van hun laatste paar albums en is een terugkeer naar een meer klassiek Voivod-geluid dat te horen is op Dimension Hatross en Nothingface. Alle muziek is geschreven door Blacky en Chewy, terwijl Snake zich concentreerde op teksten en Away zorgde voor het artwork.

### Tweede vertrek van Blacky,Post SocietyenThe Wake(2014-heden)
Op 10 juli 2014 werd gemeld dat Blacky Voivod weer had verlaten. Er werd aangekondigd dat hij uit de band werd gedwongen. Maandenlang verzocht hij om vergaderingen over de bandbusiness en artistieke aangelegenheden, maar een van de andere leden weigerde zulke gesprekken. Eind januari 2015 bracht de band de nieuwe single We Are Connected uit, de leadtrack van de 7-inch split vinylplaat met de band At the Gates. Het is de eerste muziek met nieuwe bassist Dominic 'Rocky' Laroche. Ze brachten ook de nieuwe ep Post Society uit met vijf nummers, met twee nieuwe nummers en een cover van Hawkwinds Silver Machine op 26 februari 2016.
Al in februari 2015 begon Voivod te werken aan hun veertiende studioalbum, dat in 2016 zou worden uitgebracht, maar later naar 2017 zou worden verschoven. De band zou in augustus 2017 beginnen met het opnemen van het album. In juni 2017 vertelde Langevin aan Rock Sverige dat de songwriting bijna voltooid was met een geschatte publicatie voor begin 2018. Hij zei ook dat het album waarschijnlijk een dubbelalbum op vinyl zou zijn omdat de nummers erg lang en progressief zouden zijn, beschreven als zeven of acht minuten lange nummers en daarmee ook een conceptalbum. In november 2017 begonnen de Voivod-leden met het opnemen van het andere album The Wake, dat in september 2018 werd uitgebracht. Op 25 juni 2019 noemde The New York Times Magazine Voivod onder honderden kunstenaars wiens materiaal naar verluidt werd vernietigd in de Universal Fire van 2008.

## Muzikale stijl en invloeden
Voivod's stijl is geclassificeerd als progressieve metal, thrashmetal, alternatieve metal, speedmetal en avant-garde metal. Hun album Angel Rat uit 1991 wordt bestempeld als alternatieve metal. Voivod's invloeden omvatten Béla Bartók, Igor Stravinsky, Dmitri Shostakovich, Yes, Einstürzende Neubauten, GBH, Genesis, Hawkwind, Judas Priest, Killing Joke, King Crimson, Motörhead, Sodom, Nektar, Pink Floyd, The Ramones, Rush, Van der Graaf Generator, Venom en UFO.

## Discografie

### Studioalbums
- 1984: War and Pain (Metal Blade Records)
- 1986: Rrröööaaarrr (Noise Records)
- 1987: Killing Technology (Noise Records)
- 1988: Dimension Hatröss (Noise Records)
- 1989: Nothingface (Mechanic Records)
- 1991: Angel Rat (Mechanic Records)
- 1993: The Outer Limits (Mechanic Records)
- 1995: Negatron (Mausoleum Records)
- 1997: Phobos (Hypnotic Records)
- 2003: Voivod (Chophouse Records)
- 2006: Katorz (The End Records)
- 2009: Infini (Relapse Records)
- 2013: Target Earth (Century Media Records)
- 2018: The Wake (Century Media Records)
- 2022: Synchro Anarchy (Century Media Records)
- 2023: Morgöth Tales (Century Media Records)

### Livealbums
- 2000: Voivod Lives
- 2011: Warriors of Ice
- 2011: Live At Roadburn

### Compilatiealbums
- 1992: The Best of Voivod
- 1998: Kronik
- 2011: To The Death 84

### Ep's
- 1986: Thrashing Rage
- 1987: Cockroaches
- 1991: Angel Rat Sampler
- 2000: Live @ Musiqueplus
- 2016: Post Society

### Demo's
- 1983: Anachronism
- 1984: To the Death
- 1984: Morgoth Invasion
- 1986: Zeche Bochum
- 1986: No Speed Limit Weekend
- 1987: Live à Bruxelles
- 1987: Dimension Hatröss Demos
- 1987: Spectrum
- 1988: Nothingface Demos
- 1988: A Flawless Structure?
- 1990: Live at the Paradise
- 1991: Angel Rat Demos
- 1994: Negatron Demos
- 1999: Klubben Stockholm
- 2001: 2001 Album Demo
- 2004: Katorz Demos

### Dvd's
- 2005: D-V-O-D-1
- 2008: Tatsumaki: Voivod in Japan

### Muziekvideo's
- 1984: Voivod
- 1986: Ripping Headaches
- 1987: Ravenous Medicine
- 1988: Tribal Convictions
- 1988: Psychic Vacuum
- 1989: Astronomy Domine
- 1991: Clouds In My House
- 1995: Insect
- 1997: The Tower
- 2003: We Carry On
- 2013: Mechanical Mind
- 2013: Target Earth
- 2013: Kluskap O'Kom
- 2015: We Are Connected
- 2016: Post Society
- 2018: Obsolete Beings
- 2018: Always Moving
- 2018: Iconspiracy